# فن خزفي فني في أذربيجان

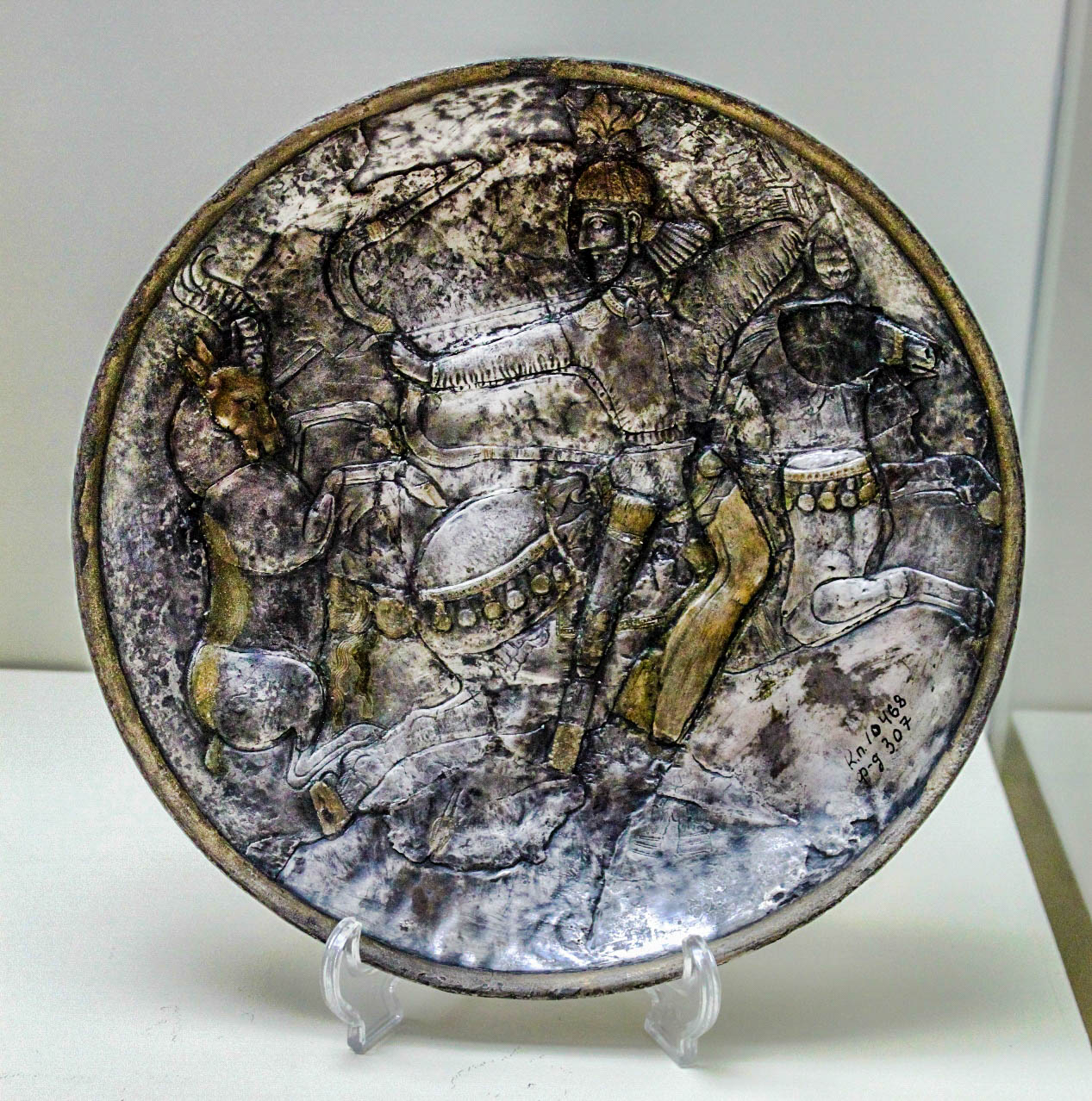

فن خزفي فني في أذربيجان (بالأذرية: Azərbaycanda bədii keramika sənəti) - كان خزفي فني واحد من أقدم الحقول في الفن الأذربيجاني وما زالت ذات صلة حتى يومنا هذا. 

## تاريخ فن خزفي فني في أذربيجان
وهناك تاريخ طويل من الفن الخزفي في كل الثقافات المتقدمة تقريبا. يعود ظهورهذه النوع من الفنون إلى العصر الحجري الحديث.
تشير الحفريات الأثرية إلى أن الخزف كان من أكثر الحفر المستخدمة على نطاق واسع في أوائل أذربيجان في العصور الوسطى.
تم العثور منتجات الفخار الأثرية الخزفية من المناطق الأذربيجانية كقابالا، بيلقان، مينجا تشيفير، نخجوان، و أخارين.
في الفترات الملكات بأذربيجان كانت أكثر المناطق تطوراً في صناعة الخزف هي مدينة شاكي. في شاكي وحدها، كان عدد منتج الفخار هي.

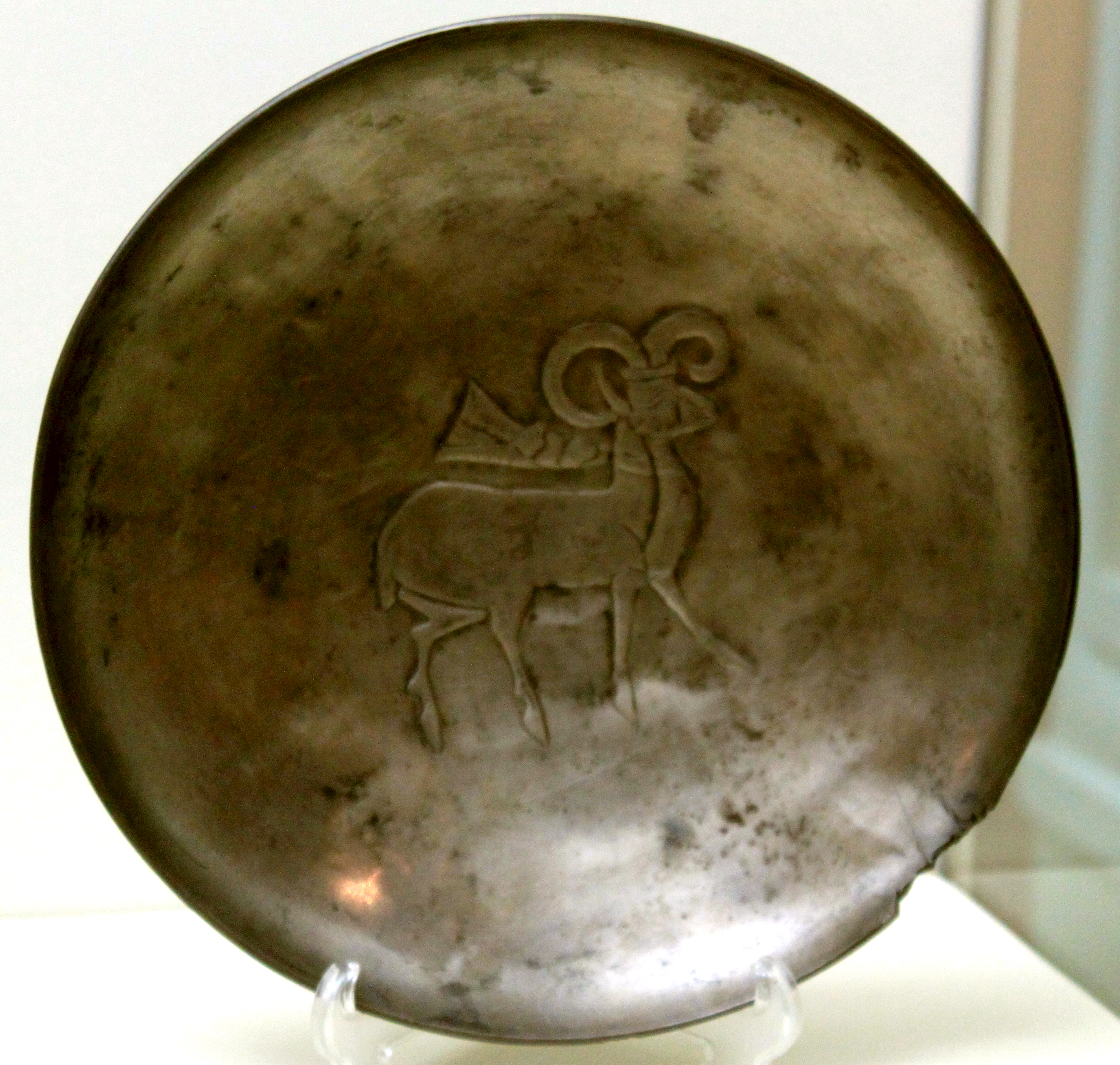

## أنواع خزفي فني
يقسم العلماء الفخار القديم لأذربيجان إلى قسمين رئيسيين:
الأول منهم هو سيراميك فخارأحمر والثاني هو سيراميك أسود مصقول. أصبح انتشار السيراميك الأسود المصقول أوسع. 
وغالبا ما واجهت السيراميك من هذه النوع في أراضي مينجا تشيفير، داشكسن، قازاخ و غيرها.
تجدر الإشارة إلى أن الثقافة الخزفية السوداء في هذه الفترة كانت في مرحلة التطوير ليس فقط في شمال أذربيجان، وبل أيضًا في جنوب أذربيجان.